# Amphelasma trilineatum
Amphelasma trilineatum es un coleóptero de la familia Chrysomelidae.
Fue descrita científicamente por primera vez en 1887 por Jacoby.